# Calozenillia africana
Calozenillia africana är en tvåvingeart som först beskrevs av Jaennicke 1867.  Calozenillia africana ingår i släktet Calozenillia och familjen parasitflugor.
Artens utbredningsområde är Etiopien. Inga underarter finns listade i Catalogue of Life.